# リチャード・レスター
リチャード・レスター（Richard Lester, 1932年1月19日 - ）は、アメリカ合衆国の映画監督。主にイギリスで活動した。

## 来歴・人物
ペンシルベニア大学卒業後、テレビのディレクターとなり、イギリスでピーター・セラーズらと制作した短編映画『とんだりはねたりとまったり』（1959年）がビートルズから注目され、後に彼らの主演映画の『ビートルズがやって来るヤァ!ヤァ!ヤァ!』（1964年）を監督する。その後、『ナック』（1965年）はカンヌ国際映画祭パルム・ドールを受賞した。
コメディ、サスペンス、アクション、西部劇など様々なジャンルの映画制作をこなす職人監督であり、ワイヤージレンマを取り入れた元祖の作品とされる『ジャガーノート』（1974年）やオードリー・ヘプバーンの映画復帰作『ロビンとマリアン』（1976年）、1980年代に製作された『スーパーマン』シリーズなども代表作である。
ビートルズ主演の2作品はプロモーション・ビデオの先駆けとしても有名で、MTVからは「あなたはMTVの父だ」との賛辞を贈られている。
1988年に『新・三銃士/華麗なる勇者の冒険』の撮影中の落馬事故で俳優ロイ・キニアが亡くなったことをきっかけに劇映画の監督から引退した（ドキュメンタリー映画は除く）。

## 主な監督作品

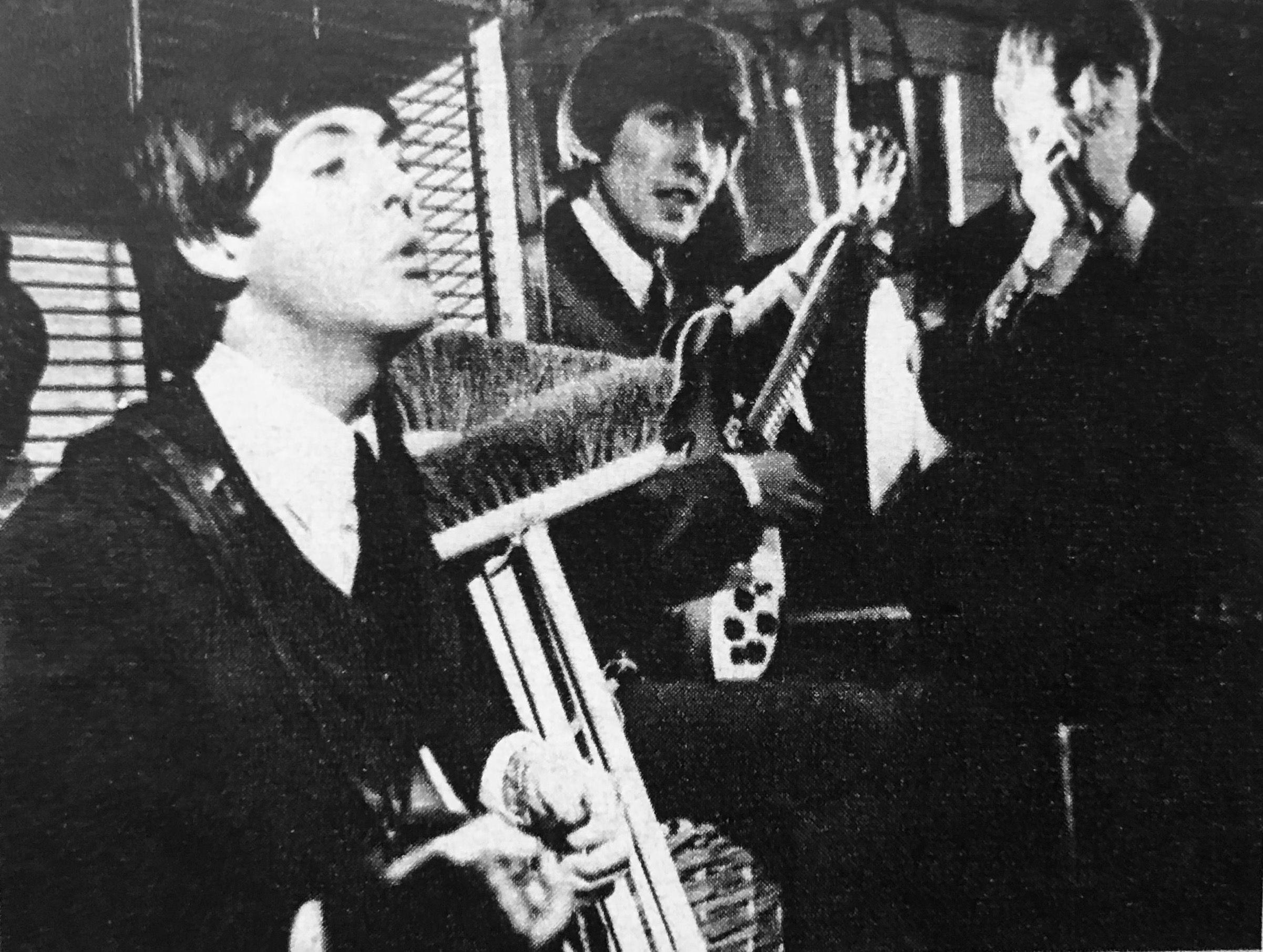
『ビートルズがやってくる ヤァ!ヤァ!ヤァ!』（1964年）

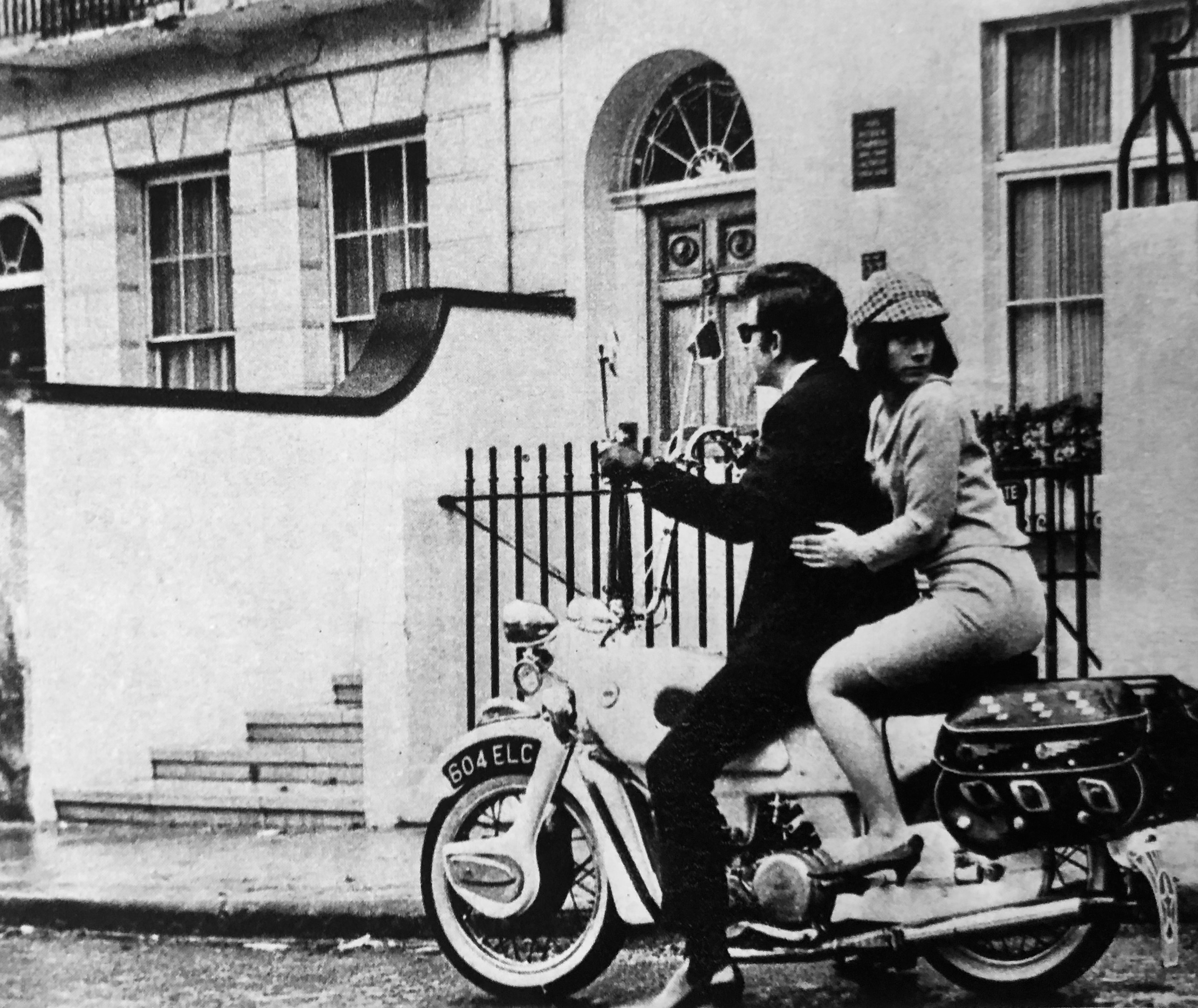
『ナック』（1965年）

『ヘルプ!4人はアイドル』（1965年）

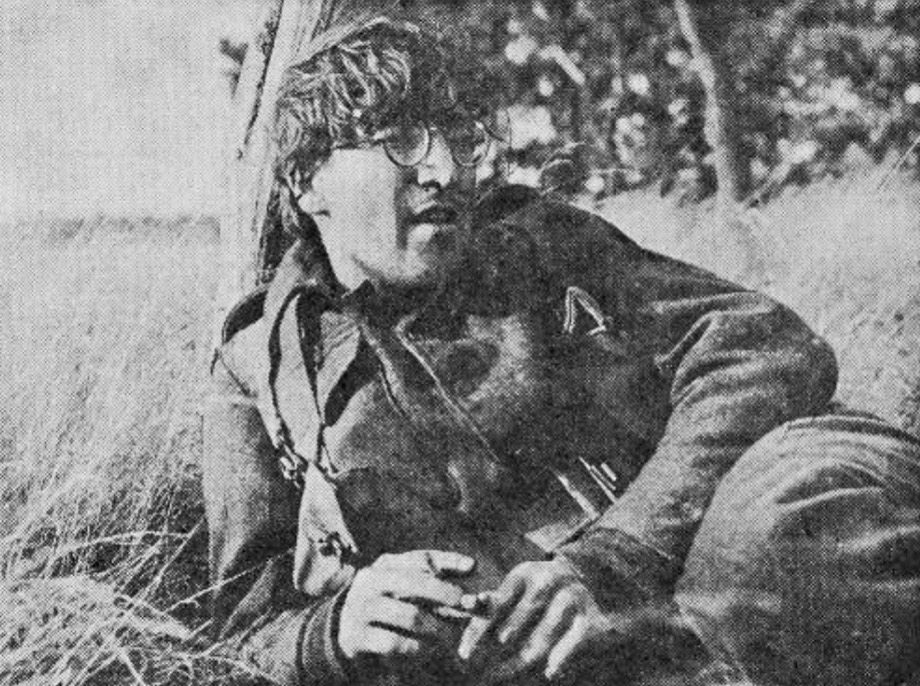
『ジョン・レノンの 僕の戦争』（1967年）

- とんだりはねたりとまったり The Running Jumping & Standing Still Film (1959)
- 聖者が街にやってくる It's Trad, Dad! (1962)
- 月ロケット・ワイン号 The Mouse on the Moon (1963)
- ビートルズがやってくる ヤァ!ヤァ!ヤァ! A Hard Day's Night (1964)
- ナック The Knack ...and How to Get It (1965)
- ヘルプ!4人はアイドル Help! (1965)
- ローマで起った奇妙な出来事 A Funny Thing Happened on the Way to the Forum (1966)
- ジョン・レノンの 僕の戦争 How I Won The War (1967)
- 不思議な世界・未来戦争の恐怖（別題『リチャード・レスターの不思議な世界』） The Bed Sitting Room (1969)
- 三銃士 The Three Musketeers (1973)
- 四銃士 The Four Musketeers (1973)
- ジャガーノート Juggernaut (1974)
- ローヤル・フラッシュ Royal Flash (1975)
- ロビンとマリアン Robin and Marian (1976)
- さらばキューバ Cuba (1979)
- 新・明日に向って撃て! Butch and Sundance: The Early Days (1979)
- スーパーマン II/冒険篇 Superman II (1980)
- スーパーマン III/電子の要塞 Superman III (1983)
- マネーハンティングUSA/500万ドルを追いかけろ Finders Keepers (1984)
- 新・三銃士/華麗なる勇者の冒険 The Return of the Musketeers (1989)
- ゲット・バック Get Back (1991) ※ドキュメンタリー映画